# لونكيماي
لونكيماي هي بلدة في تشيلي ، تقع في مقاطعة ماليكو في إقليم أروكانيا ، في الجزء الجنوبي من البلاد، على بعد 557 كم جنوب العاصمة سانتياغو.

## نبذه
تقع لونكيماي في سلسلة جبال الأنديز على طول الحدود مع الأرجنتين. في وادي ريو لونجيماي على ارتفاع حوالي 900 متر فوق مستوى سطح البحر.
تغطي الجبال باقي أراضي البلدية، التي يصل ارتفاعها إلى حوالي 2000 متر فوق مستوى سطح البحر، وتضم العديد من البراكين، بما في ذلك بركان لونكيماي الطبقي النشط . تقع البلدية على جنوب العاصمة سانتياغو ، و 123 كيلومترًا شرق تيموكو ، عاصمة إقليم أراوكانيا ، و 146 كيلومترًا جنوب شرق أنغول عاصمة مقاطعة ماليكو .